# Rodungszeit
Als Rodungszeit wird im Allgemeinen ein Zeitraum bezeichnet, in dem Rodungen durchgeführt werden, im Speziellen auch eine geschichtliche Periode, die durch Rodungen und Besiedelungen gekennzeichnet ist.

## Fachbegriff in der Geschichtsschreibung
Eine Rodungszeit oder Rodungsperiode ist im Kontext der Geschichtsschreibung ein Zeitraum, in dem Wälder gerodet wurden, um neue Flächen für Ackerbau und Siedlungen zu gewinnen, meist infolge eines Landesausbaus oder einer Landnahme bzw. Kolonisierung.
Die mittelalterliche Warmzeit ermöglichte eine starke Zunahme der Bevölkerung. Dies war verbunden mit einer Erweiterung der Anbauflächen sowie einer Umformung der Siedlungsstruktur von Einzelgehöften und Streusiedlungen hin zu Dörfern („Verdorfung“). Im deutschsprachigen Raum tragen die Orte, die im späten Mittelalter im Hügelland und Gebirgsvorland oder im Rahmen der deutschen Ostsiedlung auf gerodeten Flächen gegründet wurden, oft sogenannte Rodungsnamen. Dazu gehören etwa Ortsnamen, die auf -rode, -roda, -rath oder -reuth enden.
In manchen Gegenden, etwa im Schwarzwald, im Schweizer Jura oder in den Voralpen, war der Kolonisationsdruck so stark, dass er auch Böden erfasste, deren Erdreich für eine landwirtschaftliche Nutzung rasch verbraucht bzw. deren Erzvorkommen bald erschöpft waren. Solche Gründungen auf minderwertigem Land erwiesen sich längerfristig als wirtschaftlich wenig tragfähig. Die Plaggendüngung war eine Möglichkeit, auf wenig ergiebigen Böden (vornehmlich Podsol) dennoch Landwirtschaft zu betreiben. Auf Kosten immenser Degradation der Flächen, denen die Plaggen entnommen werden, wird dabei eine deutlich kleinere Fläche zum Plaggenesch aufgewertet.

## Allgemeinsprachliche Bedeutung
Allgemeinsprachlich kann irgendein Zeitraum, in dem Rodungen durchgeführt werden, als Rodungszeit bezeichnet werden. In Deutschland wird der Zeitraum von Oktober bis Februar gelegentlich als „Rodungszeit“ oder „Fäll- und Rodungszeit“ bezeichnet. In dieser Zeit finden Rodungen von Bäumen und anderen Gehölzen normalerweise statt, da sie in den Monaten März bis September laut § 39 Bundesnaturschutzgesetz in der Regel verboten sind.